# 교자상
교자상(交子床)은 의례의 상차림은 아니지만, 의례의 모임이나 축하할 일이 있을 때 여럿이 식사를 하기 위한 상이다.
식단의 구성은 7첩 반상 정도로 하며 전골이나 신선로를 곁들이고, 생채로는 겨자채, 숙채로는 잡채, 김치로는 나박김치나 장김치를 더한다. 식품은 계절에 맞게 선택하며 음료나 과정류·떡류·과일 등도 준비한다. 술을 곁들일 때에는 술 대접이 끝난 후 국수나 만두, 떡국 중 한 가지를 대접하며, 음료나 과일은 식사가 끝난 후에 대접한다.